# 方山县
36°05′00″N 111°31′01″E / 36.0833°N 111.517°E
方山县在中国山西省西部、吕梁山西侧，是吕梁市所辖的一个县。面积1433平方公里，縣人民政府駐圪洞鎮。

## 历史沿革
隋置方山县，元入离石县，1918年复由离石县析置，1954年与离石县合并为离山县（1958年改名为离石县），1971年又自离石县析置方山县，以方山得名。

## 行政区划
方山县下辖5个镇、2个乡：
圪洞镇、马坊镇、峪口镇、大武镇、北武当镇、积翠乡和麻地会乡。

## 地理
地处吕梁山中部，最高山峰为关帝山，海拔2830米。
主要河流北川河。

## 交通
- 209国道过境。

## 人口
2010年第六次全国人口普查方山县常住人口143809人。
根据(山西省)吕梁市第七次全国人口普查公报显示：方山县常住人口为112692人。

## 风景名胜
- 全国重点文物保护单位：南村城址
- 山西省文物保护单位：方山鼓楼、贺龙中学
- 柳林县文物保护单位
- 北武当山：素有“三晋第一名山”之称，为山西道教圣地之一，1994年入国家级风景名胜区。
- 南阳沟
- 庞泉沟
- 横泉水库

## 名人
于成龙 - 清朝官員，著名廉吏